# Liga e Dytë
La Liga e Dytë e Futbollit të Kosovës (en español, Segunda Liga de Fútbol de Kosovo) es la tercera división de fútbol de Kosovo. Está organizada por la Federación de Fútbol de Kosovo.

## Equipos en la temporada 2021-22
| Equipo                 | Estadio (Capacidad)        | Ciudad    |
| ---------------------- | -------------------------- | --------- |
| KF Bashkimi Koretin    | Stadiumi i Qytetit (600)   | Kamenica  |
| KF Behari              | Behari (1,000)             | Pejë      |
| KF Dardanët            | Stadiumi i Qytetit (6,000) | Đakovica  |
| KF Dardania            | Dardania (1,000)           | Ćuška     |
| KF Gjakova             | Stadiumi i Qytetit (6,000) | Đakovica  |
| KF KEK                 | Agron Rama (5,000)         | Kastriot  |
| KF Kosova VR Prishtinë | Kosova VR (1,000)          | Pristina  |
| KF Lepenci             | Besnik Bejunka (8,000)     | Kaçanik   |
| KF Minatori            | Minatori (500)             | Mitrovica |
| FC Prizreni            | Përparim Thaçi (11,000)    | Prizren   |
| KF Rilindja            | Ibrahim Gashi (500)        | Pristina  |
| KF Rilindja 1974       |                            | Baran     |
| KF Sharri              | Suad Brava (500)           | Elez Han  |
| KF Shkëndija           | i Hajvalis (1,000)         | Hajvalia  |
| KF Vëllazëria          | Estadio Zhur (2,500)       | Zhur      |
| KF Vjosa               | Štimlje (1,000)            | Štimlje   |

## Sistema de competición
Cuenta con 16 equipos. El sistema se disputa de todos contra todos 2 veces totalizando 30 partidos cada uno. Al final de cada temporada el campeón y el subcampeón asciende a la Liga e Parë, mientras que el tercero y cuarto clasificado jugarán un play-off de promoción contra los 2 penúltimos de la Liga e Parë.